# Ceará
Ceará és un estat del Brasil situat a la Regió Nord-est. Té com a límits: l'oceà Atlàntic al Nord i al Nord-est, Rio Grande do Norte i Paraíba a l'Est, Pernambuco al Sud i Piauí a l'Oest.
Posseeix una superfície total de 146.348,30 km², que correspon al 9,37% de l'àrea del Nord-est i l'1,7% de la superfície del Brasil. La capital és Fortaleza.

## Història
Tradicionalment, Ceará es va formar per la barreja de colonitzadors europeus, indígenes catequitzats i aculturats després de gran resistència a la colonització i negres i mulats que vivien com treballadors lliures o com esclaus.
Era una societat rural basada sobretot en la ramaderia, així com a l'agricultura, especialment en les valls i serres. El cultiu principal fou el sucre fins al segle xviii i el cotó el segle xix. L'elit latifundiària, a través del seu poder econòmic i de complexes relacions de parentesc i adopció, posseïa control de gairebé tots els aspectes de la vida social. Els "coronels" mantenien en les seves propietats molts treballadors que els prestaven serveis o lliuraven part de la seva producció en paga de la possessió d'un lot de terra, en règim pràcticament semi-feudal, a més de treballadors assalariats.
Inicialment una capitania colonial portuguesa, el 1621 les autoritats colonials van unir-la a les capitanies de Grão-Pará i Maranhão, formant l'Estat de Maranhão. Entre 1637 i 1654 Ceará estigué sota control de Nova Holanda i el 1680 fou part de la capitania de Pernambuco. El desenvolupament independent de Ceará començaria només després de la seva separació de la capitania de Pernambuco el 1799, passant a ser una província el 1822 i un estat de la nova república del Brasil el 1889.
Ceará fou el primer estat del Brasil a abolir l'esclavitud i a emancipar massivament els seus aproximadament 20.000 esclaus el 25 de març de 1884. Tot i així, molts terratinents propietaris d'esclaus van aconseguir esquivar l'abolició enviant els seus esclaus a altres estats per a ser venuts.
La seva història va ser sempre marcada per lluites polítiques i moviments armats. Un exemple d'aquestes lluites polítiques armades fou la revolta del Pare Cícero el 1912-1913 contra el President Hermes da Fonseca, que arribà a assetjar la capital de l'estat, seguit per una rebel·lió dels oligarques contra la intervenció del govern central el 1914. Aquesta inestabilitat, que es va perllongar durant l'Imperi, la Primera República i l'Era Vargas, no es va normalitzar fins després de la reconstitucionalizació del país, el 1945.

## Geografia
L'estat està envoltat per serres i chapadas, aquestes últimes són relleus plans de gres: el seu límit Oest és la Serra de Ibiapaba, a l'Est la Chapada do Apodi, al Sud la Chapada do Araripe i al Nord l'oceà Atlàntic. Aquesta és la raó per la qual es coneix la regió central de l'estat pel nom de Depressió Sertaneja. Les serralades i inselbergs (turons aïllats), que s'eleven de la Depressió Sertaneja són formacions de muntanya d'origen sedimentari i roques cristal·lines, respectivament.

## Vegetació
A Ceará predomina la caatinga, un bioma semiàrid exclusivament brasiler, caracteritzat per tenir el seu període de pluges restringit en 3 a 4 mesos de l'any i una considerable biodiversitat. Donades les característiques del bioma, existeix flora i fauna adaptada a les seves condicions ambientals.
Al peu de les muntanyes hi ha més humitat i la vegetació és més densa. Poden existir allí, per exemple, boscos de palmeres de carnauba.

## Clima i temperatures
El clima predominant de Ceará és semiàrid. Almenys durant 9 mesos de l'any no es registren pluges, i la temperatura mitjana és de 29 °C. Algunes vegades les sequeres poden durar més d'un any. En els mesos de pluja, que ocorren normalment de febrer a maig, les temperatures disminueixen una mica, ronden una mitjana de 25 °C. En aquests mesos pot ploure entre 500 i 1000 mm. Les regions més elevades i el litoral gaudeixen d'un clima més amè, amb una temperatura i humitat més favorable a la vegetació.

## Demografia i economia
El 2022 Ceará era el vuitè estat més poblat del Brasil, amb 8.794.957 habitants i una densitat de població de 59,07 persones per quilòmetre quadrat. Està dividit en 184 municipis, éssent els municipis principals Fortaleza, Juazeiro do Norte, Sobral, Crato, Igatu i Crateús.
Amb una renda per capita de 1.166 reals brasilers, és el 6è estat més pobre del Brasil. L'any 2016, el 59,9% de la població amb més de 16 anys no estava en contractació regular. Desde 2010, el mode de transport per carretera més emprat a Ceará és la motocicleta per sobre del cotxe o l'autobús.
Ceará té un important sector ramader localitzat en les grans propietats, que combinen aquesta activitat ramadera amb el cultiu de canya sucrera, anacards i altres fruites i verdures.